# Casteição
Casteição ist ein Ort und eine ehemalige Gemeinde (Freguesia) im portugiesischen Kreis Mêda. Die Gemeinde hatte 117 Einwohner (Stand 30. Juni 2011).
Am 29. September 2013 wurden die Gemeinden Casteição und Prova zur neuen Gemeinde União das Freguesias de Prova e Casteição zusammengeschlossen.